# Gänserndorf

Gänserndorf es una ciudad en Marchfeld, Baja Austria, Austria y capital del distrito de Gänserndorf. Se encuentra a unos 20 km al norte de Viena, con la que está conectada mediante la Angerner Straße (Bundesstraße, o autopista federal, 8) y la línea de tren Nordbahn.

## Área protegida
Existe un área protegida que cubre una superficie aproximada de unos 70.000 metros cuadrados y es usada como zona de recreo. El parque ofrece caminos para peatones así como pistas para bicicletas a lo largo de un arroyo con sauces.

## Eventos veraniegos
Gänserndorf es conocida por los eventos veraniegos incluyendo muestras de arte, lectura pública de libros, conciertos, música en vivo y diversos festivales. 